# Glungezerbahn
Die Glungezerbahn ist eine Seilbahn in den Tuxer Alpen in Tirol und befindet sich am Glungezer. Die Bahn wurde 1967 erbaut und in den Jahren 2018 bzw. 2020 durch Neubauten ersetzt. Sie ist in zwei Sektionen aufgeteilt (Glungezerbahn I und II) und zwei Mittelstationen, ca. 50 Meter voneinander entfernt.

## Glungezerbahn I
Die Glungezerbahn I (Lage) war von 1967 bis 2018 ein von Swoboda hergestellter Sessellift. Seit Dezember 2018 führt eine 10er-Einseilumlaufbahn der Firma Doppelmayr in 6,5 Minuten von der Talstation in Tulfes zur Mittelstation Halsmarter. Sie weist eine schräge Länge von 1797 m und eine Förderleistung von 960 Personen pro Stunde auf.
Die Talstation befindet sich in Tulfes (Bezirk Innsbruck-Land), ca. 8 km von Hall in Tirol und 12 km von Innsbruck entfernt. An der Mittelstation befindet sich die Bergerlebniswelt „Kugelwald am Glungezer“ und der „Alpengasthof Halsmarter“.

## Glungezerbahn II
Die Glungezerbahn II (Lage) war von 1967 bis 2020 ein Kombilift und wurde im Sommer als einsitziger Sessellift, im Winter als Schlepplift betrieben. Im Jahr 2020 wurde dieser durch eine Kombibahn (10er-Gondel/6er-Sessel) ersetzt.
In der Nähe der Bergstation befindet sich die Tulfeinalm (2035 m). Die nächste Berghütte ist die Glungezerhütte (Gehzeit ca. 1 ½ Std.).

## Skigebiet Glungezer
Im Skigebiet Glungezer (blaue Pisten: 7 km, rote Pisten: 15 km, schwarze Pisten: 1 km) befinden sich darüber hinaus der Sessellift Schartenkogel und der Schlepplift Halsmarter.

## Wanderungen
Die Bahn begründete die Erschließung des Wander- und Skigebiets des Berges auf breiter Ebene. Von der Bergstation der Glungezerbahn können der Inntaler Höhenweg, die Via Alpina, der Tiroler Adlerweg, der Fernwanderweg München-Venedig, der Glungezer&Geier-Weg, Zirbenweg und der Olympiaweg Garmisch — Cortina erreicht werden.

## Geschichte

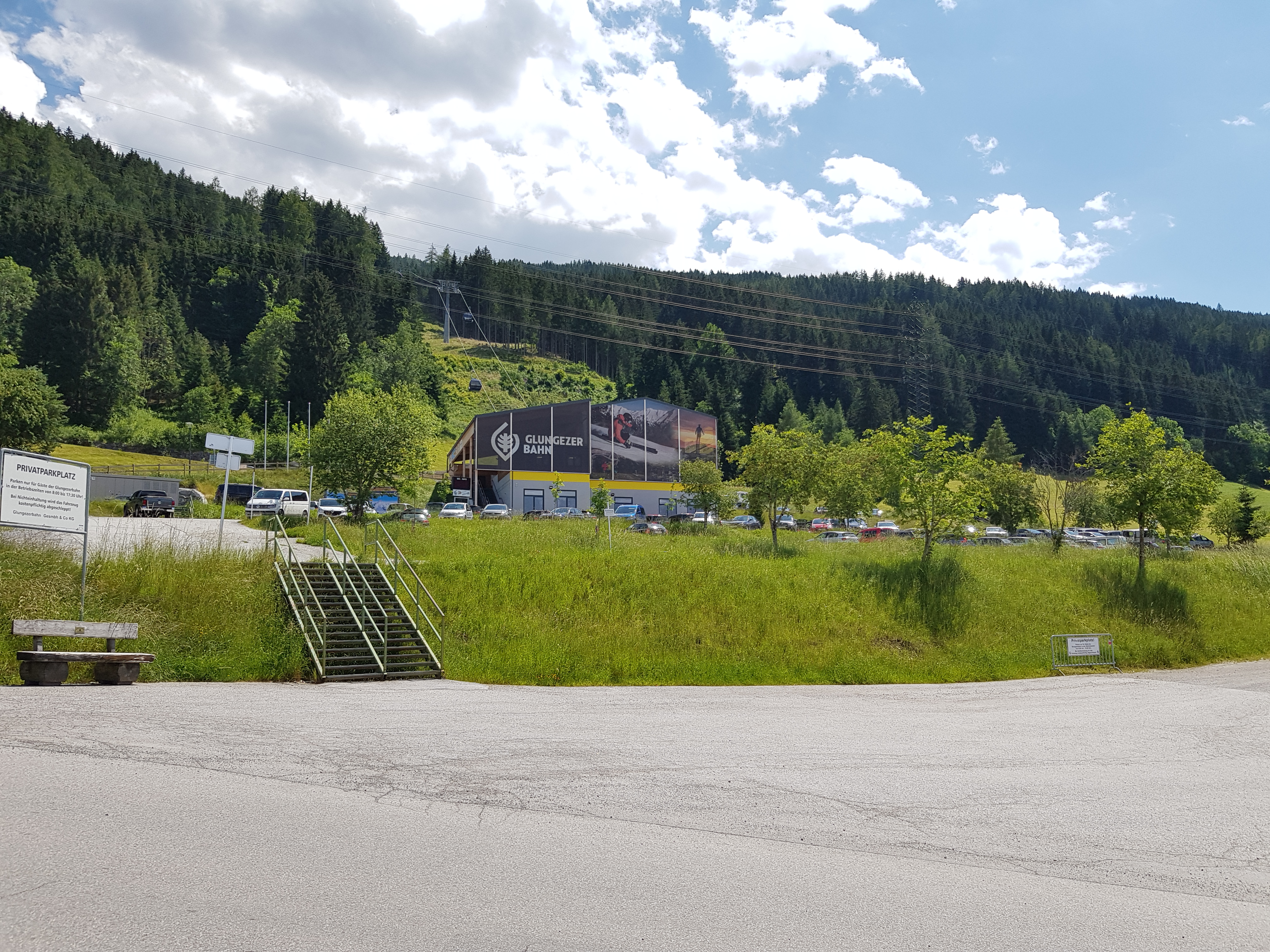
Talstation (2020)

Im Jahr 2010 verkaufte die Firma Fröschl AG die Glungezerbahn an die Gemeinde Tulfes, dem Tourismusverband Region Hall-Wattens und die Agrargemeinschaft. Seit 2014 wurde der Neubau der Sektion I bzw. der Sektionen I+II als Gondelbahn sowie die Errichtung einer Beschneiungsanlage diskutiert. Am 22. Dezember 2018 wurde die neue Sektion I der Glungezerbahn in Betrieb genommen. Aus Kostengründen wurde auf ein Kellergeschoß für eine Skischule und auf ein Restaurant in der Talstation verzichtet. Die Beschneiungsanlage wurde im Jahr 2019 realisiert. Dafür wurde oberhalb der Tulfeinalm auf ca. 2080 m Seehöhe ein neuer Speicherteich, der Zirbensee, mit einem Fassungsvermögen von ca. 44.500 m³ angelegt. Die Sektion II der Glungezerbahn wurde im Jahr 2020 durch eine Kombibahn (10er-Gondel/6er-Sessel) ersetzt.